# Hugo Blümner

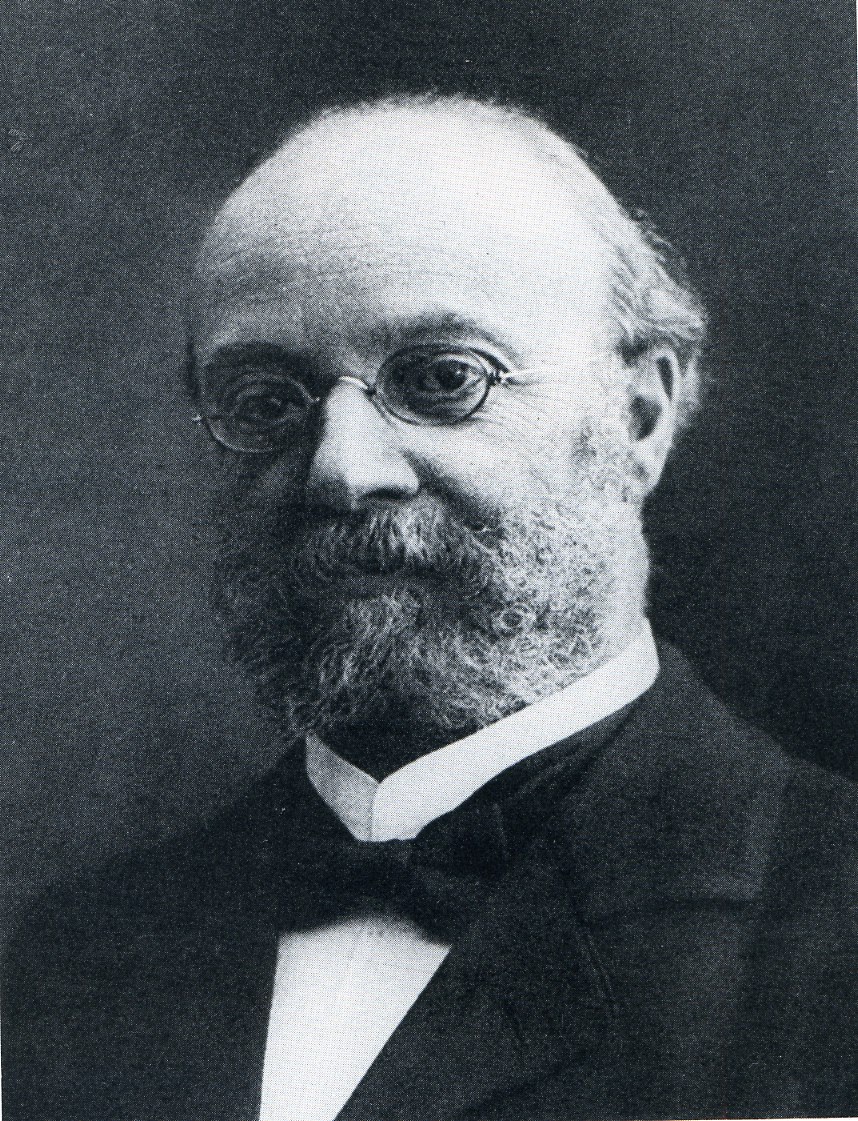
Hugo Blümner.

Hugo Johann Friedrich Daniel Wilhelm Ferdinand Blümner, född 9 augusti 1844 i Berlin, död 1 januari 1919 i Zürich, var en tysk arkeolog och filolog. 
Blümner blev 1877 professor i klassisk filologi vid Zürichs universitet och utmärkte sig som kännare av de praktiska yrkena och konstslöjden under antiken.